# Каменная Сарма (Саратовская область)
Каменная Сарма — село Ершовского района Саратовской области, на берегу реки Большой Кушум.

## История
Село основано в 1745 году на земле помещика Столыпина. До 1851 года село входило в состав Саратовской губернии, затем в период до 1928 года – в состав Самарской губернии. В Самарской губернии село Каменная Сарма (первоначальное название - Столыпинка) являлось центром Каменно-Сарминской волости Николаевского уезда. В селе располагалась церковь, волостное правление, урядник, ветряные мельницы и др. С 1936 года Каменная Сарма относится к Ершовскому району Саратовской области.
В период Гражданской войны село Каменная Сарма неоднократно подвергалось нападениям бандитов.
27 июля 1921 года банды Серова и Далматова в количестве 150 человек заняли с. Каменная Сарма, 55 верст юго-восточнее Балаково, против банды имеется 128-й полк, переброшен из Пугачёва.
Банда под командованием Иванова численностью 50-60 всадников, оперируя на территории Балаковского уезда с 18 по 22 мая 1922 года, занимала село Каменная Сарма, хутор Михайло-Вербовский, где встретила обоз Сулакского кооператива, произвела налёт, ограбив таковой, цифра ограбления следующая: хлеба 50 пудов, картофеля 70 пудов, и отняла 4 лошади у представителя той же организации и того же числа, отобрала 500.000.000 рублей дензнаков, и направилась в Пугачёвский уезд, где прошла между ст.ст. Римско-Корсаково и Рукополь, дальнейшие направления в Новоузенский уезд.
12 июня 1922 года кавотряд под командой тов. Гаркуши прибыл в Пугачёв, и в этот же день выступил на преследование банды Горина в южном направлении от г. Пугачёва. По сообщению из Пугачёва прямым проводом, на основании данных комроты ЧОН Балаковской, банды Серова, Иванова и Кукай в 100 человек при 1 пулемёте, в 4 часа заняли Каменную Сарму, что 50 вёрст ю/в Балаково, где взято бандитами у одного коммунара 2 лошади и продукты. В 10 часов банды выступили в направлении на ст. Рукополь.

## Заселение Каменной Сармы
В разные годы в Каменную Сарму переводили крепостных крестьян из следующих населённых пунктов:
1) 1835 год:
- 14 семей из села Ивашевка Лукояновского уезда Нижегородской губернии,
- 29 семей из села Пеля-Хованская Лукояновского уезда Нижегородской губернии.

2) 1838 год:
- 9 семей из села Куриловка Вольского уезда Саратовской губернии,
- 6 семей из села Белый Ключ Вольского уезда Саратовской губернии,
- 2 семьи из села Абалиха Саратовского уезда Саратовской губернии,
- 3 семьи из сельца Репьёвка Петровского уезда Саратовской губернии.

3) 1847 год:
- 10 семей из села Смагино Пензенского уезда Пензенской губернии.

4) 1850 год:
- 1 семья из деревни Новопавловка Городищенского уезда Пензенской губернии.

## Церковь в селе Каменная Сарма

Проект церкви в с. Каменная Сарма 1903 год

Церковь в с. Каменная Сарма Николаевского уезда была построена в 1845 г. на средства помещика Столыпина. Престол в церкви был один во имя Рождества Христова, освящен в 1845 году. Здание церкви было деревянное с такой же колокольней, теплое, прочное, внутри оштукатуренное, вместимостью до 800 богомольцев. Церковь была обнесена деревянной оградой на каменном фундаменте и с каменными столбами. Земли под церковью было 60 кв. сажень, а в ограде – 475 кв. сажень. Здание церкви не страховалось. При церкви имелась ветхая сторожка.
В приходе имелись две домовые церкви: при школе в деревне Дмитриевке (построена в 1901 г. на средства крестьянина Ивана Васильевича Кобзаря, деревянная, во имя Архистратига Михаила, застрахована на 10000 рублей) и при школе в деревне Новой Бельковке (построена в 1903 г. на средства крестьянина села Маянги Григория Аверьяновича Бурмистрова, каменная, во имя Святителя Григория Богослова, застрахована на 3000 рублей). Приписных церквей, часовен и молитвенных домов в этом приходе не было. Зданий, принадлежавших церкви, кроме церковной сторожки и просфорного дома, не было. При церкви имелась библиотека.
10 ноября 1905 года в Каменной Сарме был освящен новый храм во имя Рождества Христова, построенный вместо сгоревшей 12 декабря 1903 года деревянной церкви на средства местного землевладельца, крестьянина Ивана Васильевича Кобзаря. Здание церкви было каменное с такой же колокольней, теплое, вместимостью 800 человек. Земли под церковью было 85 кв. сажень. Новое здание церкви также не страховалось.
Причт церкви должен был состоять из священника, дьякона и псаломщика, но псаломщика в 1900 – 1908 гг. не было.
Священниками при церкви состояли: в 1900 году - Иаков Федорович Маслов, с 1902 по 1908 гг. – Анатолий Петрович Расцветов.   
Дьяконы: с 1900 по 1902 гг. - Петр Алексеевич Смелов, в 1905 г. – Петр Васильевич Ястребов, в 1908 г. – Григорий Васильевич Сухопрутский.
Для причта было отведено 33 десятины пахотной земли. Сенокосной земли и леса при церкви не имелось. Участок усадебной земли священника имел 30 сажень в длину и 14 сажень в ширину, дьякона – 13 сажень в длину и 9 сажень в ширину, псаломщика – 11 сажень в длину и 9 сажень в ширину. На пахотную землю при церкви имелся план и межевая книга. На усадебную землю никаких документов не было. Землей пользовались сами члены причта. Вне селений прихода имелись особо отведенные кладбища, окопанные канавой. Дома церковного причта были общественные, деревянные, ветхие, при них имелись необходимые надворные службы.

Проект церкви в с. Каменная Сарма 1903 год

В селе Каменная Сарма имелась церковно-приходская женская одноклассная школа, которая была открыта в 1895 г. и помещалась в церковной сторожке. Ремонтировалась и отапливалась она за счет прихожан. Земли при школе не было. В приходе, помимо церковно-приходской школы, имелись три школы грамоты: в д. Дмитриевке (открыта в 1896 г.), в д. Новой Бельковке (открыта в 1900 г.) и в д. Новой Столыпинке (открыта в 1901 г.). Заведующим и законоучителем во всех приходских школах состоял местный священник. Кроме того, в Каменной Сарме и поселке Ново-Вербовском существовали земские школы, открытые в 1872 г. и в 1907 г. соответственно. Законоучителем в обеих школах также состоял местный священник.
К приходу церкви села Каменная Сарма относились: д. Новая Столыпинка, д. Новая Бельковка, д. Дмитриевка, поселок Михайловский, поселок Ново-Вербовский, хутор Ляциных, хутор Солянка и хутор Пеньков Каменно-Сарминской волости Николаевского уезда, а также д. Коптевка и хутор Кобзарь Миусской волости Новоузенского уезда Самарской губернии.
В приходе насчитывалось: в 1900 г. – 440 дворов (1377 душ мужского пола и 1361 душа женского пола), в 1902 г. – 468 дворов (1347 и 1370 душ), в 1905 г. – 520 дворов (1626 и 1625 душ), в 1908 г. – 369 дворов (1172 и 1214 душ).
В советское время храм был закрыт и в 1970-е годы частично разрушен, сохранилась лишь большая часть колокольни. С июля 2012 года велись восстановительные работы, в ходе которых в колокольне была обнаружена могила Василия Васильевича Тепликова, предположительно, сына городского головы Самары в 1850-1852 гг. Василия Ильича Теплякова.
В мае 2013 года оставшаяся часть колокольни была перестроена в храм.

## Известные уроженцы
- Сергеев, Пётр Егорович (1923 - 1945) - участник Великой Отечественной войны, Герой Советского Союза.
- Старков, Василий Васильевич (1869—1925) — русский революционер, член «Союза борьбы за освобождение рабочего класса», советский хозяйственный работник.

| Село Каменная Сарма в составе Самарской губернии | Село Каменная Сарма в составе Самарской губернии | Село Каменная Сарма в составе Самарской губернии                          | Село Каменная Сарма в составе Самарской губернии                                                                                   | Село Каменная Сарма в составе Самарской губернии                                                  | Село Каменная Сарма в составе Самарской губернии |
|                                                  | 1859 год                                         | 1889 год                                                                  | 1900 год | 1910 год                                                                                          | 1926 год                                         |
| ------------------------------------------------ | ------------------------------------------------ | ------------------------------------------------------------------------- | --- | ------------------------------------------------------------------------------------------------- | ------------------------------------------------ |
| Число дворов                                     | 94                                               | 142                                                                       | 190 | 178                                                                                               | 147                                              |
| Число жителей мужского пола                      | 372                                              | 284 (ревизских)                                                           | 424 | 517                                                                                               | 274                                              |
| Число жителей женского пола                      | 369                                              | 411                                                                       | 408 | 527                                                                                               | 346                                              |
| Примечание                                       | Церковь православная                             | Церковь, школа, 4 ветряные мельницы, волостное правление, земская станция | Церковь, 2 школы: земская и церковно-приходская, земская станция, заведующий военно-конским участком, волостное правление, урядник | Церковь, школа, земская станция, заведующий военно-конским участком, волостное правление, урядник |                                                  |

## Объекты культурного наследия регионального значения
- Обелиск воинам-землякам, погибшим в Гражданскую войну и Великую Отечественную войну 1941-1945 гг., установлен в 1967 году.